# Кобилев, Алексей Геннадьевич
Алексей Геннадьевич Кобилев (Родился 26 августа 1959 г. в г. Новочеркасске Ростовской области) — заслуженный экономист РФ, государственный, общественный, политический деятель, депутат Государственной Думы Федерального собрания РФ VII созыва, член фракции «Единая Россия», член комитета Госдумы по контролю и Регламенту, доктор экономических наук, профессор.

## Биография
Образование высшее, в 1981 год окончил Новочеркасский политехнический институт по специальности «инженер-геолог». В 1995 году — Российскую академию государственной службы при Президенте Российской Федерации по специальности «Социальная работа». Доктор экономических наук, профессор.
В 1995 г. защитил диссертацию на соискание ученой степени кандидата экономических наук в Волгоградском государственном университете на тему «Муниципальная собственность: формирование, функции, управление», в 1999 г. — докторскую диссертацию на тему «Закономерности жизнедеятельности города в переходной экономике: Опыт, проблемы, пути совершенствования».
Трудовую деятельность начал в 1981 году мл. научным сотрудником научно-исследовательского института кафедры Общей исторической геологии, минералогии и петрографии Новочеркасского политехнического института.
С 1984 по 1985 год — секретарь комитета ВЛКСМ горного факультета Новочеркасского политехнического института.
С 1985 по 1988 год — II секретарь Первомайского РК ВЛКСМ города Новочеркасска.
С 1988 по 1989 год — I секретарь ГК ВЛКСМ города Новочеркасска.
С 1989 по 1990 год — научный сотрудник научного исследовательского института горного геологического факультета «Прогнозирование, состояние и рациональное использование и охрана недр» Новочеркасского политехнического института.
В 1990 году — заместитель директора фирмы «Планета» при штабе ЦК ВЛКСМ.
В 1990—1993 гг. — депутат Совета народных депутатов Ростовской области, с 1990 по 1992 гг. также возглавлял Ассоциацию молодёжных предприятий г. Новочеркасска.
В 1990—2001 гг. — депутат Совета народных депутатов и городской думы г. Новочеркасска.
С 1992 по 2001 год совмещал депутатские полномочия с работой в исполнительной власти города — был заместителем главы администрации, председателем комитета по управлению имуществом.
С 1997 по 2001г Президент ТПП г. Новочеркасска
В 2001—2015 гг. — вице-президент, в 2015—2016 гг. — первый вице-президент Торгово-промышленной палаты Ростовской области.
С 2002 по 2006 год и с 2007 по 2016 год по совместительству занимал должность заведующего кафедрой «Государственное и муниципальное управление и экономическая теория» Новочеркасского политехнического института.
С 2016 г по настоящее время — профессор Высшей школы бизнеса Южного Федерального Университета.
В сентябре 2016 года Кобилев Алексей Геннадьевич был избран Депутатом Государственной Думы седьмого созыва в составе федерального списка кандидатов, выдвинутого Всероссийской политической партией «ЕДИНАЯ РОССИЯ» (региональная группа № 25 — Республика Калмыкия, Ставропольский край, Астраханская область, Ростовская область). Член фракции Всероссийской политической партии «ЕДИНАЯ РОССИЯ», член Комитета Государственной Думы по контролю и Регламенту.
Будучи депутатом Госдумы РФ, возглавил  Комитет по муниципально-частному партнерству Общероссийского Конгресса муниципальных образований (ОКМО).
Муниципально-частное партнерства позволяет муниципалитетам эффективно реализовывать социальные и инфраструктурные проекты. Проводимые Председателем Комитета, А.Г.Кобилевым,  вебинары разъясняют муниципалитетам и бизнесу алгоритмы реализации проектов МЧП, государственно-частного партнерства (ГЧП) и концессий. 
С 2022 года - Алексей Кобилев член экспертного совета по высшему образованию Госдумы РФ , независимый эксперт по вопросам высшего образования, управления экономикой знаний, дебюрократизации в сфере высшего образования, повышения качества образовательной деятельности.
С сентября 2023 года Алексей Геннадьевич Кобилев назначен руководителем аппарата Законодательного Собрания Ростовской области.

## Законотворческая деятельность
Инициировал в соавторстве с другими депутатами Государственной Думы 642 законопроектов, 155 из которых были приняты.
Знаковой инициативой законотворчества Кобилева Рособнадзор считает введение бессрочной аккредитации вузов. Аккредитация высших учебных заведений в России станет бессрочной с 1 марта 2022 года.
А. Г. Кобилев также возглавил Организационный комитет Всероссийского конгресса «Светлое будущее», основной целью которого является выявление и поддержка талантливых детей-сирот и детей, оставшихся без попечения родителей, а также совершенствование законодательных механизмов социальной адаптации, профессиональной ориентации и постинтернатной поддержки детей-сирот и детей, оставшихся без попечения родителей.
27 ноября 2019 года на Общем собрании Общероссийского конгресса муниципальных образований (ОКМО) А. Г. Кобилев был избран председателем Комитета ОКМО по муниципально-аетчастному партнерству. Задачи специального комитета по муниципально-частному партнерству — он изучает какие работы проводились в рамках соглашений, какова была их эффективность, а в итоге разрабатывает организационные и законодательные предложения
А. Г. Кобилев участвовал в межпарламентском сотрудничестве. Являлся членом Депутации Государственной Думы в постоянной делегации Федерального Собрания Российской Федерации в Парламентской ассамблее Черноморского экономического сотрудничества (ПАЧЭС). В ходе регулярных заседаний поднимает вопросы расширения международного сотрудничества путем внедрения социально-экономических, культурно-просветительских и других проектов.
А. Г. Кобилев создал и руководил деловой консультативной группой ПАЧЭС — которая является международной площадкой, объединяющей прагматических представителей политических кругов, и занимающихся обсуждением конкретных вопросов предпринимательской деятельности и актуальных экономических проблем в причерноморском регионе.

## Научная и преподавательская деятельность
Профессор Южного федерального университета, заместитель Председателя Совета по защите докторских и кандидатских диссертаций. Заведующий кафедрой «Государственное и муниципальное управление и экономическая теория» Южно-Российского государственного технического университета. На конец 2018 года являлся научным руководителем двенадцати соискателей на степень кандидата наук, защитивших кандидатские диссертации. Автор 7 учебников, 9 монографий, более 100 научных и методических работ в сфере экономики.

## Награды и звания
- Звание «Заслуженный экономист Российской Федерации», 2010 год[7]
- Медаль «За доблестный труд на благо Донского края», 2014 год.
- Медаль «За вклад в подготовку празднования 70-летия Победы в Великой Отечественной войне», 2014 год.
- Медаль им. Авдея Ильича Гозулова.
- Диплом ТПП Российской Федерации, 2002 год.
- Почетный знак ТПП РФ «За вклад в развитие экономики и предпринимательства Ростовской области».
- Благодарность Председателя Государственной Думы РФ "За вклад в развитие законодательства и парламентаризма в РФ, 2019 год.
- Медаль «За вклад в развитие местного самоуправления», 2020 год.
- Согласно Указу Президента РФ В. В. Путина, награждён медалью ордена «За заслуги перед Отечеством II степени» за вклад в развитие парламентаризма, активную законодательную деятельность и многолетнюю добросовестную работу, 2021 год.